# Chloroclystis biangulata
Chloroclystis biangulata là một loài bướm đêm trong họ Geometridae.